# دوقية أرنبيرغ ميبن

دوقية أرنبيرغ ميبن (بالألمانية: Herzogtum Arenberg-Meppen) أنشأت في عام 1803 من قبل المجلس الإمبراطوري لتعويض دوق أرنبيرغ عن دوقية أرنبيرغ القديمة المفقودة على ضفة الراين اليسرى في أيفل. كانت تتكون من منصب ميبن في إمسلند، فست وركلنغهاوزن في حوض الرور حالياً، بالإضافة إلى المنطقة المحيطة بدولمن في بلاد مونستر لاحقاً. التحقت الدولة باتحاد الراين. ثم ضمها نابليون في 1810 إلى الإمبراطورية الفرنسية، وعادت الأرض في مؤتمر فيينا إلى الدوق. ومع ذلك، فقد سيادة على الجزء الجنوبي لصالح بروسيا والجزء الشمالي لصالح مملكة هانوفر . إلا أنه احتفظ ولا سيما في الجزء الهانوفري بامتيازات نبيل هامة في القضاء والإدارة. وقد ألغيت في آخر هذه الحقوق في عام 1875.